# ミラレパ

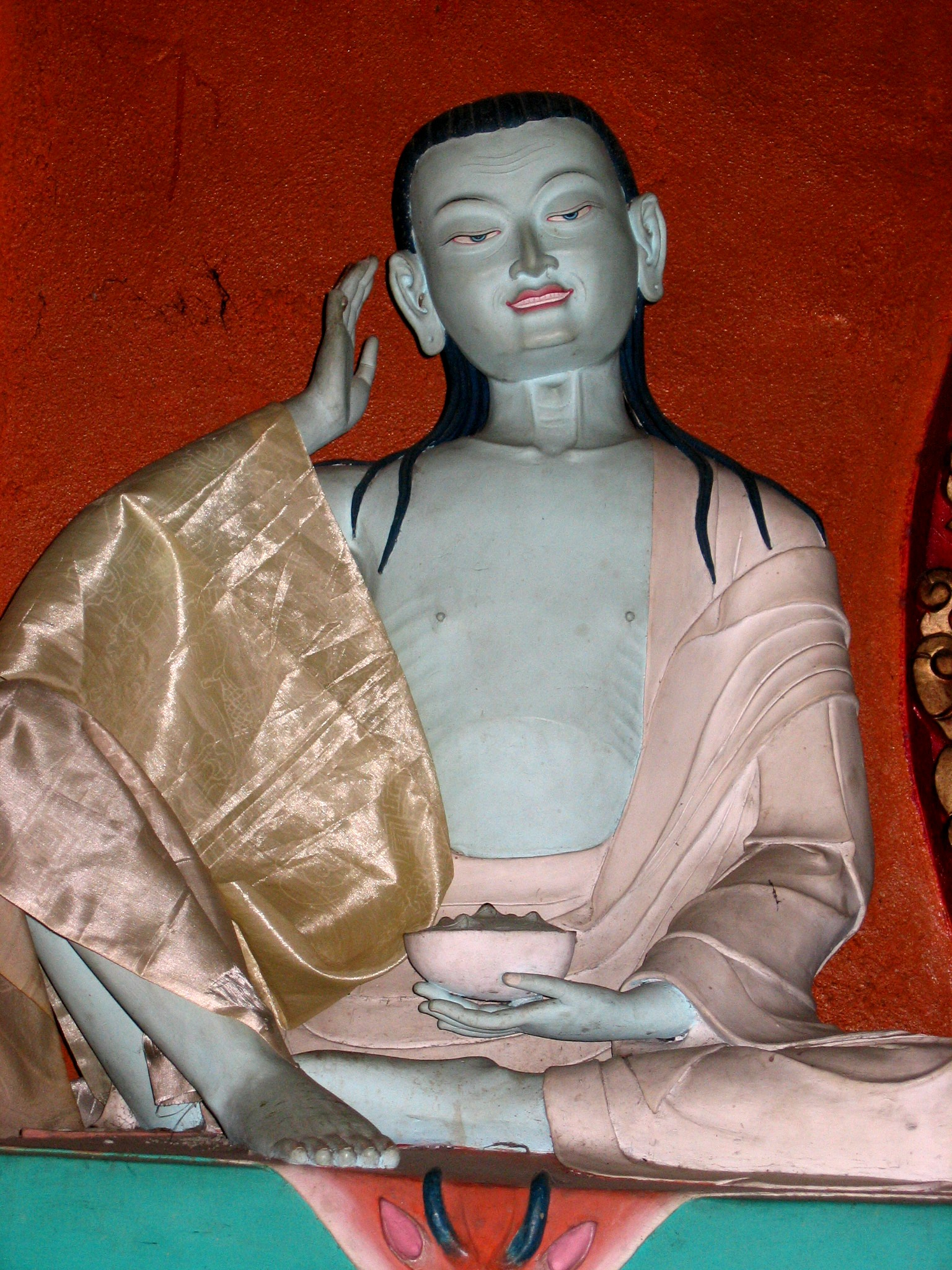
ネ―パル、ハランブ渓谷のミラレパ・ゴンパ（ゴンパとはチベット語で僧院）に安置されたミラレパの仏像

ミラレパ（チベット文字：མི་ལ་རས་པ་ mi-la ras-pa）、ミラ・シェーペー・ドルジェ（1052年 - 1135年） は、チベットの仏教修行者・聖者・宗教詩人。一生のうちに仏陀の境地を成就した偉大なるヨーガ行者として、尊敬を集め万民に愛されている最も有名な一人。一般に師であるマルパ・ロツァワ（1012年-1097年）とともにチベット仏教四大宗派の一つであるカギュ派の宗祖とされる。ジェツン（rje btsun、至聖）と尊称される。

## 生涯

### 誕生と惨苦
ミラレパは、西暦1052年チベット南部のネパール国境に近いクンタン地方のキャンガ・ツァ（現在の西蔵自治区の吉隆県）にて、チベットの名家であるキュンポ氏族の父ミラ・シェラプ・ギャルツェンとニャン地方の王族の末裔の母カルモ・キェンとの間に生まれた。本名はトゥーパ・ガ（thos pa dga'、聞喜）。妹はペタ・ゴンキー。
何不自由のない恵まれた幼少時代を送るが、7歳のころ父が病死し、父の莫大な遺産を強奪した叔父ユンドゥン・ギャルツェンと叔母キュン・ツァ・ペルデンによって、一家は召使いの身分に貶められて虐待され、苦悩に満ちた悲惨な生活を強いられる。

### 黒魔術による復讐
母は一家を不幸のどん底に陥れた叔父と叔母に激しい憎悪を抱き、その悲願を受けたミラレパは復讐のために黒魔術を学ぶ。そして修得した呪法によって、叔父と叔母を除いた叔父の一族郎党や、虐待に加わった村人たち35人を呪殺し復讐を遂げる。さらに雹嵐を起こす呪法によって村のすべての農作物を壊滅させ、黒魔術によって巨大な悪業を積んでしまう。

### 師マルパとの出会い
その後自らの悪業の報いに恐れを抱いて真の仏法を求めるようになったミラレパは、ニンマ派の奥義ゾクチェンを成就した高名なラマ、ロントン・ラガに弟子入りしたが、ラマに帰依することが出来ず、何の霊的進歩も起こらなかった。
そこでロントン・ラガは、ミラレパに前世からのカルマ的な因縁のある、別のあるラマの下に行かなくてはならないと告げる。
そのラマこそが、ミラレパの生涯の師となるマルパ・ロツァワであった。マルパは、インドの聖者ナーローパ、マイトリーパら直伝の新訳密教の法脈を伝える成就したラマであり、訳経師であった。ミラレパはマルパの名前を聞いただけで心が喜びに満たされ、戦慄が全身を貫いて髪の毛は逆立ち、涙はこぼれ、激しい信仰心が呼び起こされたという。
ロントン・ラガの下から送り出されたミラレパは、ロダクという谷にあるトールン村の寺院に住むラマ・マルパを訪ねて、入門を乞うた。
マルパはミラレパが初めて自分を訪ねて来た日の早朝、ある霊的な夢を見ていた。師であるナーローパの命で、わずかに汚れた水晶の金剛杵（ドルジェ）を甘露で洗い勝利幡（ギャルツェン）の上に掲げると、それはまばゆいばかりの光を放ち、その光を浴びた六道の有情がすべて済度されて至福に満たされ、勝利の神々が上方から祝福を述べているという夢であった。また妻のダクメマも同様の夢を見ており、これらによりマルパは、ミラレパが師ナーローパとダーキニーによって授けられた特別な弟子であることを最初から知っていたと伝わっている。

### 試練
しかし、ミラレパには大いなる試練が待っていた。マルパはミラレパに「石造りで多層階の塔を独力で建設せよ」と命じ、途中まで完成させると「それを解体して材料を元の場所に戻せ」と命じ、そうさせた。このように、マルパは場所と設計を変えて、塔の建設と解体を何度も繰り返させるという、理不尽で過酷な肉体労働を長期間にわたってミラレパに課した。
またマルパは、激怒して公衆の面前でミラレパを罵倒、殴打し、蹴り上げるなど、過酷な仕打ちを繰り返した。 
さらにマルパは、密教の灌頂を受ける弟子たちの輪からミラレパだけを何度も追い出すなどして、ミラレパが切望する教えは弟子たちの中でミラレパだけには決して与えなかった。 
これらはすべて、前半生で積んだ巨大な悪業を浄化するために、師マルパが深い智慧と慈悲によってミラレパに与えた試練であった。
ミラレパはそれにより肉体を負傷し、何度も後悔と絶望の淵に投げ込まれ、最後には今生で教えを授かる望みをすべて失ってしまう。彼は、自分を助けようと奔走してくれた、母のように優しいマルパの妻、ダクメマや、マルパに代わって教えを授けようとしてくれた兄弟子が、自分のお蔭でマルパの逆鱗に触れ、大変な窮地に陥っていることを知り、これ以上生き永らえても、恩人に迷惑を掛け続け、罪を積み続けるだけなので、今ここで死んだ方がましだと考え、自殺を図ろうとする。

### 奥義伝授
ここに至って、ミラレパの悪業がほとんど完全に浄化されたことを知ったマルパは、ついにミラレパを密教の弟子として受け容れ、先の夢によって聖者ナーローパによって授けられた「ミラ・ドルジェ・ギャルツェン（ミラ姓の金剛の勝利幡）」という法名および「ミラ・シェーペー・ドルジェ（ミラ姓の笑金剛）」という法名と灌頂を与え、奥義を伝授し、隠棲修行に入らせた。マルパの下での修行によって、ミラレパは新訳密教の最奥義マハームドラーを成就し、さらにマルパの護持するカギュ派の法脈の後継者として、『チャクラサンヴァラ・タントラ』、『ヘーヴァジュラ・タントラ』、『ナーローの六法』など法脈のすべての灌頂と奥義を伝授される。

### 苦行と完全なる悟り
その後すべての教えを授かってマルパの元を離れたミラレパは、師の訓戒に従って、人里離れた山中の洞窟で、長期にわたる孤独な苦行に励む。
ミラレパは修行中に食べ物の貯えが尽きると、集落まで托鉢に行く時間を惜しんで、洞窟の周囲に自生するイラクサの水煮のみを食べて瞑想修行を続けたため、体中が緑色になり痩せ衰えて幽霊のような風貌になったという。また、着ている服が擦り切れて使い物にならなくなると、衣服を探す時間を惜しみ、洞窟内にあったツァンパ（炒った大麦粉）の布袋を体にまとって修行を続け、それさえも擦り切れると、最後には全裸のまま修行を続けたという。
そのような熱誠を込めた精進の末に、ミラレパはついに様々な神通を現すことが出来るようになる。昼には、意のままに変身し、空中を飛行し、奇跡を起こし、また夜には夢の中で、宇宙の果てまで探索し、無数の化身を現し仏陀の浄土に赴いて説法を聞き、無数の有情に法を説き導くことが出来たという。
そしてミラレパは、最終的に完璧な悟りを得て仏陀の境地を成就する。
ミラレパは「トゥンモ」のヨーガの成就によって体温を制御出来たので、雪線より高地でも綿衣のみしか身に付けなかった。これが「ミラ姓のレパ（綿衣の行者、ras pa）＝ミラレパ」の名前の由縁である。また後に弟子たちもミラレパに習って白い綿衣をまとい「レパ」を名乗るようになった。

### 有情の済度
それからは各地を遊行しながら、仏法を宗教詩に歌い上げて人々を教化し、器のある弟子には灌頂・瞑想法の伝授を行い、必要に応じて数々の神通を現しながら、多くの弟子を育成する。
最終的に、多数の弟子たちが修行により悟りを得て各々が優れたラマとなり、また多くの弟子たちが輪廻から解放され、また三悪趣から解放されたという。
ミラレパによって済度された弟子たちの中には、ミラレパの妹であるペタ・ゴンキー、かつての許嫁で在俗の信者であるジェーセ、そしてミラレパが黒魔術に手を染めるきっかけとなったかつての宿敵である叔母キュン・ツァ・ペルデンも含まれていた。
またミラレパは、遊行先の各地で人に害を加える神魔に対して、説法し改心させて仏法への帰依を誓わせ、修行者を助ける護法神としたため、人間以外の多くの弟子もミラレパによって済度され、またその地は修行に適した聖地となったという。
このように、ミラレパは縁ある無数の有情を利益し円満に済度したという。
こうしてカギュ派の法脈はチベットの地に深く根を下ろし、その教団は大きく発展した。

### 涅槃
晩年、ミラレパの名声に嫉妬を抱く学僧ゲシェ・ツァプワが、ミラレパの毒殺を画策した。ゲシェは自分の妾に対して、計画が成功すれば高価なトルコ石と正妻の座を見返りに与えると約束して計画に協力するよう説得し、毒入りのヨーグルトをミラレパに供養させた。
ミラレパは神通によってそれを事前に知っていたが、縁ある有情の済度はすべて終わっており、毒を飲まなくても自らの寿命が尽きようとしていることを知っていたので、ゲシェと妾の望みも叶えてやろうとする大慈、計画の露呈を知った途端毒ヨーグルトをミラレパから取り返して飲もうとした妾への大悲、そして有情の生命を護るという菩薩の誓願に従って、自らそれを飲み、深刻な病に陥った。
後に、ゲシェはミラレパが真の仏陀であることを知り、自らの邪悪な行いを激しく後悔して改心し、その後全財産を布施して、ミラレパと弟子たちの熱心な帰依者となった。
ミラレパは、弟子たちに自らの死を通して最後の教えを与えるため、チュバルの地に赴き、大勢の弟子たちに囲まれて、木の兎の年、84歳でこの世を去った。
ミラレパの死の瞬間には、その完全な悟りの境地を裏付ける、数々の奇瑞が顕われたという。

### その後
ミラレパの涅槃の後、太陽のような弟子として知られるガムポパ（タクポ・ラジェ）が、ミラレパの護持する法脈を継承し、カギュ派の教義体系を整備して教団を確立した。カギュ派の法脈は、ガムポパからその弟子であったドゥスム・キェンパ（初代ギャルワ・カルマパ）らに継承され、その後いくつもの支派に分かれて発展し、化身ラマであるギャルワ・カルマパ17世らによって現在まで伝承・護持されている。
ミラレパの死後300年ほど経ってから、彼の生涯を記した伝記『ミラ・ナムタル』(mi la rnam tharや詩集『ミラ・グルブム』(mi la mgur 'bum)（ミラレパの十万歌）が、15世紀に活躍したツァンニョン・ヘールカによって集成・編纂された。これらの歌物語は、現在でもチベット人のもっとも愛する宗教文学であり、修行者・俗人を問わず万民にその物語は愛好されている。

## 師
- マルパ・ロツァワ（中国語版、英語版）

## 弟子
- ガムポパ（タクポ・ラジェ）
- レチュン・ドルジェ・タクパ

## 映画
イタリアの映画監督リリアーナ・カヴァーニは、1973年に「ミラレパ (映画)」という映画を製作し、現代の青年が過去に転生し、ミラレパの生涯を語るという体裁にした。